# Sitio Las Flores
El Sitio Las Flores  es un sitio histórico ubicado en Camp Pendleton, California. El Sitio Las Flores se encuentra inscrito  en el Registro Nacional de Lugares Históricos desde el 19 de agosto de 1975. 

## Ubicación
El Sitio Las Flores se encuentra dentro del condado de San Diego en las coordenadas 33°17′59″N 117°27′38″O / 33.299722, -117.460556.